# Felsenbad Pottenstein

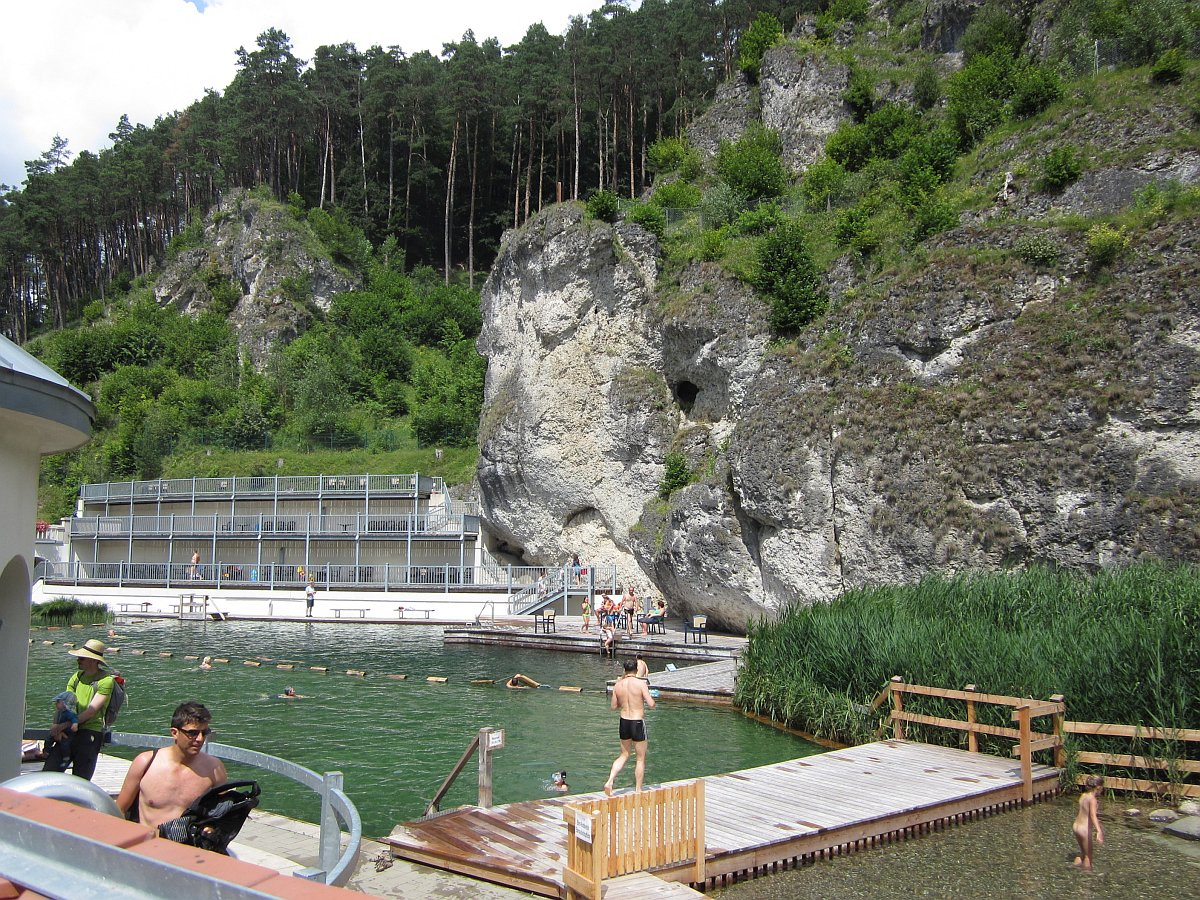
Blick auf die Felsen am Becken

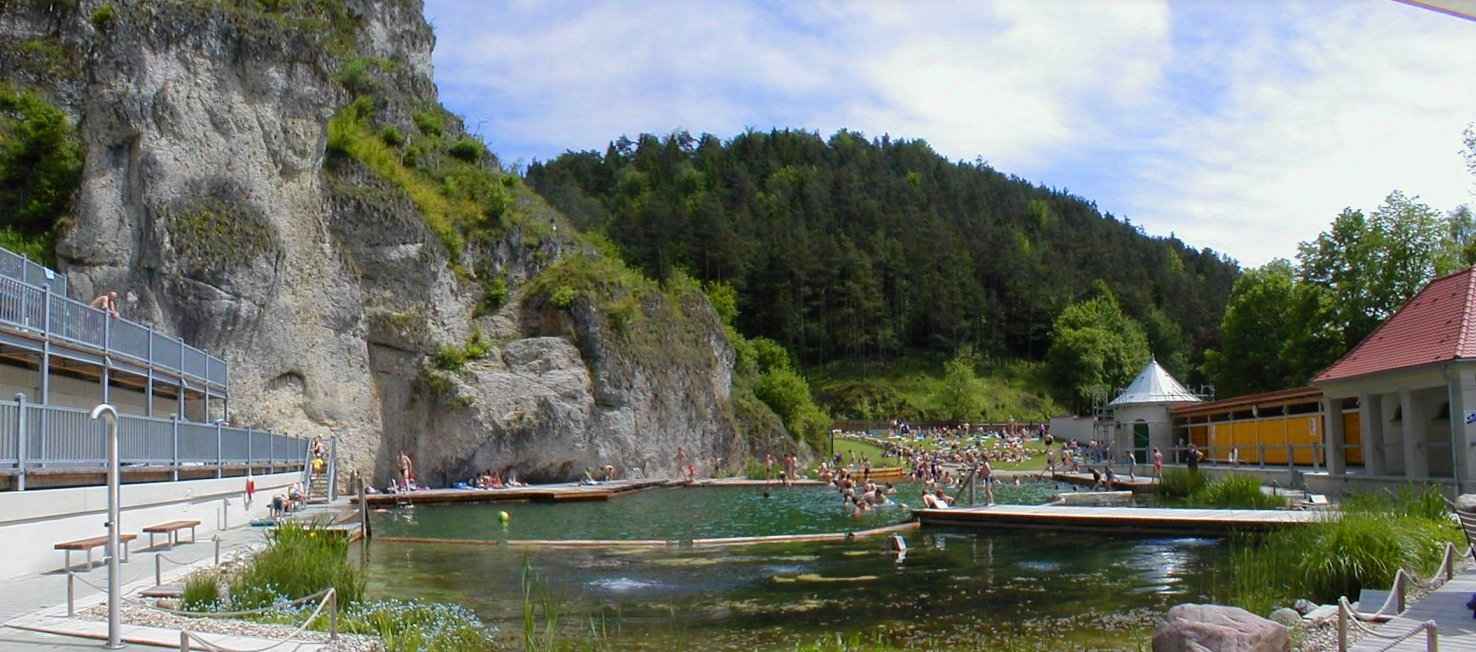
Blick vom Eingang auf die Felsenkulisse

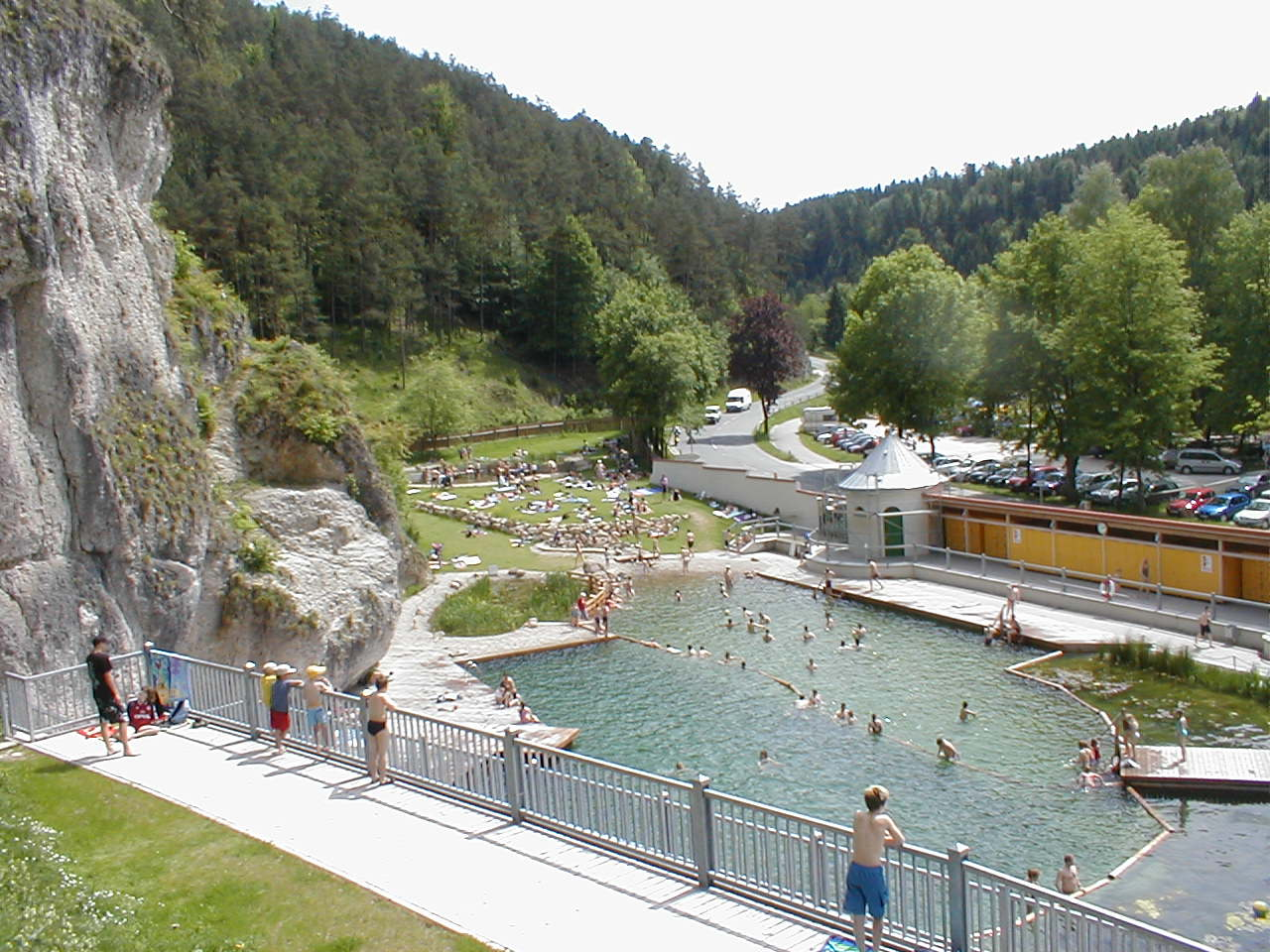
Blick von oben auf die Badkulisse

Das Felsenbad Pottenstein in Pottenstein (Oberfranken) in der Fränkischen Schweiz ist ein 1926 eröffnetes Freibad und galt bereits in seiner ursprünglichen Form als eine der schönsten Freibadeanlagen Deutschlands.
Bei seiner Eröffnung an Pfingsten 1926 verfügte das in eine bizarre Felskulisse eingepasste Bad über ein 1300 Quadratmeter großes Schwimmbecken und eine Sprunganlage mit vier, sieben und zehn Metern, die in den 70 Meter hohen Finkenstein gebaut wurde.
Eine Sanierung des schwer beschädigten Bades in den 1970ern scheiterte an den hohen Kosten. Das Kurhaus in Pottenstein erhielt 1972 ein Hallenbad. Dieses wurde 1995 zum Erlebnisbad Juramar erweitert. Im Jahre 1987 kam das vorläufige Aus für das Felsenbad, bis es nach einer Restaurierungsphase zu Pfingsten 2001 wieder eröffnet wurde. Beim Umbau wurde das Betonbecken durch einen Naturbadeteich ersetzt. Die Reinigung des Wassers erfolgt in einem bepflanzten Filterbecken, das mit Filtersubstrat gefüllt ist. Das gereinigte Wasser am Grund des Beckens wird über ein Drainagerohr zurück in das Badebecken gepumpt. Mit dieser natürlichen Methode kann auf den Einsatz von Chemikalien verzichtet werden.
Das Bad liegt ca. 500 Meter außerhalb Pottensteins gegenüber dem Schöngrundsee, der Sommerrodelbahn und der Teufelshöhle.
Aus dem Jugendstil-Freibad vor der Felsenkulisse ist ein (unbeheiztes) Naturschwimmbad mit Seebühne, Biergarten und Café-Terrasse geworden.

## Historische Abbildungen

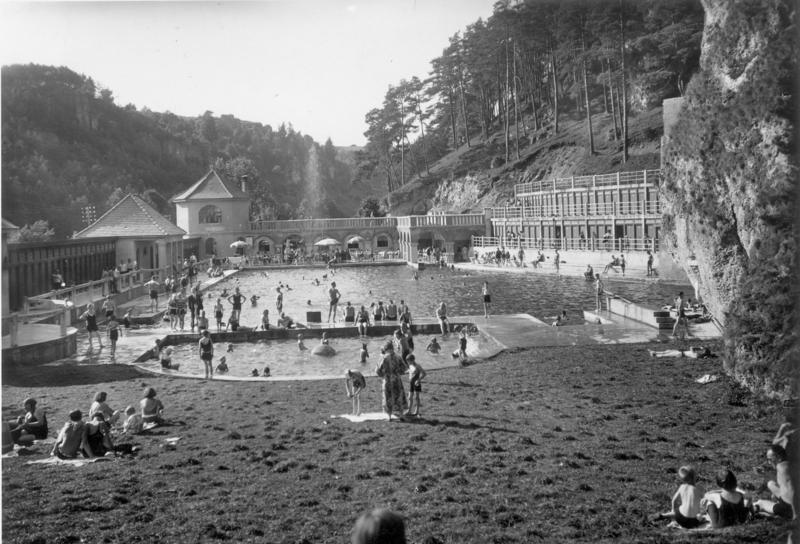
Felsenbad Pottenstein, 1942
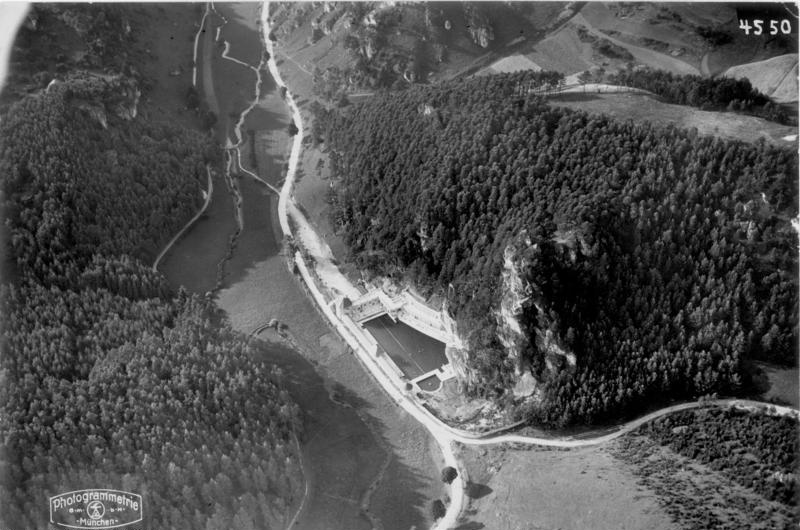
Luftbild vom Felsenbad Pottenstein, 1942